# Papaya Coconut
Papaya Coconut är ett studioalbum av Kikki Danielsson, utgivet i november 1986. Albumet spelades in i KMH Studio i Stockholm i Sverige i september–oktober 1986, och placerade sig som högst på 29:e plats på den svenska albumlistan.
Albumet innehåller bland annat framgångsrika låtar som Papaya Coconut", "En timme för sent" och "Rädda pojkar", och var Kikki Danielssons första soloalbum helt på svenska, och hennes första helt utan coverlåtar. I stället skrev Lasse Holm, Ingela "Pling" Forsman och Monica Forsberg alla låtarna. Midnight Sunshine från 1984 var helt på engelska, tidigare hade blandat både sång på engelska och svenska. Hennes tidigare och senare album har dessutom blandat coverversioner och egenproducerade låtar.
Låten "Nashville, Tennesee" är från TV-programmet Kikki i Nashville från 1986, och tolkades 2009 av det svenska dansbandet Drifters på albumet "Ljudet av ditt hjärta".

## Låtlista

### Sida A
| Nr | Titel                   | Låtskrivare                | Längd |
| -- | ----------------------- | -------------------------- | ----- |
| 1. | "Hela livet med dej"    | Lasse Holm                 | 5.16  |
| 2. | "En timme för sent"     | Lasse Holm                 | 3.45  |
| 3. | "Regnet som föll i går" | Lasse Holm, Ingela Forsman | 4.20  |
| 4. | "Nashville, Tennessee"  | Lasse Holm, Ingela Forsman | 3.05  |
| 5. | "Ensam i stan"          | Lasse Holm, Ingela Forsman | 4.29  |

### Sida B
| Nr  | Titel                        | Låtskrivare                 | Längd |
| --- | ---------------------------- | --------------------------- | ----- |
| 6.  | "Papaya Coconut"             | Lasse Holm, Ingela Forsman  | 3.57  |
| 7.  | "Rädda pojkar"               | Lasse Holm                  | 3.37  |
| 8.  | "Låt mej få va ledsen i dag" | Lasse Holm                  | 4.16  |
| 9.  | "Nu eller aldrig"            | Lasse Holm, Monica Forsberg | 3.55  |
| 10. | "Du ger mej ingen orsak"     | Lasse Holm                  | 5.07  |

## Medverkande musiker
- Sång: Kikki Danielsson
- Trummor: Klas Anderhell
- Bas: Rutger Gunnarsson, Anders Engberg
- Gitarr: Lasse Wellander, Lasse Jonsson, Hasse Rosén
- Klaviatur: Peter Ljung, Kjell Öhman, Lasse Holm
- Dragspel: Kjell Öhman
- Blås: Urban Aganos, Leif Lindvall, Erik Häusler, Joakim Milder
- Blåsarr: Leif Lindvall
- Körsång: Vicki Benckert, Liza Öhman, Lasse Westman, Lennart Sjöholm, Lasse Holm
- Stråkar från Sveriges Radios symfoniorkester.

Inspelad och mixad i KMH Studio i Stockholm i Sverige i september-oktober 1986.
- Tekniker: Åke Grahn
- Coverdesign: Fri Reklam
- Fotografi: Micael Engström
- Produktion: KM Records
- Arrangemang: Lennart Sjöholm

## Svensktoppen
Tre av låtarna från albumet testades på Svensktoppen:
- "Rädda pojkar" låg 1986 på Svensktoppen i fyra veckor under perioden 29 juni–21 september 1986 (inklusive sommaruppehållet), med en femte plats som bästa resultat där [4]
- "En timme försent" låg under perioden 30 november 1986–1 februari 1987 på Svensktoppen i nio omgångar, med en tredjeplats som bästa resultat där.[4][5]
- "Papaya Coconut" låg under perioden 11 januari–29 mars 1987 på Svensktoppen i 12 omgångar, med en förstaplats som bästa resultat där [5].

## Övrigt
- Ena sidan av innerfodralet till LP-skivan gjorde reklam för Kikki Danielssons semesterby Orfa, som ligger mellan Bollnäs och Ljusdal, samt en rabattkupong som berättigar till 10 % rabatt på stughyra under 1987.

## Listplaceringar
| Lista (1986-1987) | Topplacering                |
| ----------------- | --------------------------- |
| Sverige           | Sverige (Sverigetopplistan) |